# Barrage de Kayaliköy
Le barrage de kayaliköy est un barrage de Turquie.

## Sources
- (en) www.dsi.gov.tr/tricold/kayaliko.htm Site de l'agence gouvernementale turque des travaux hydrauliques